# Luis de Carvajal (pintor)

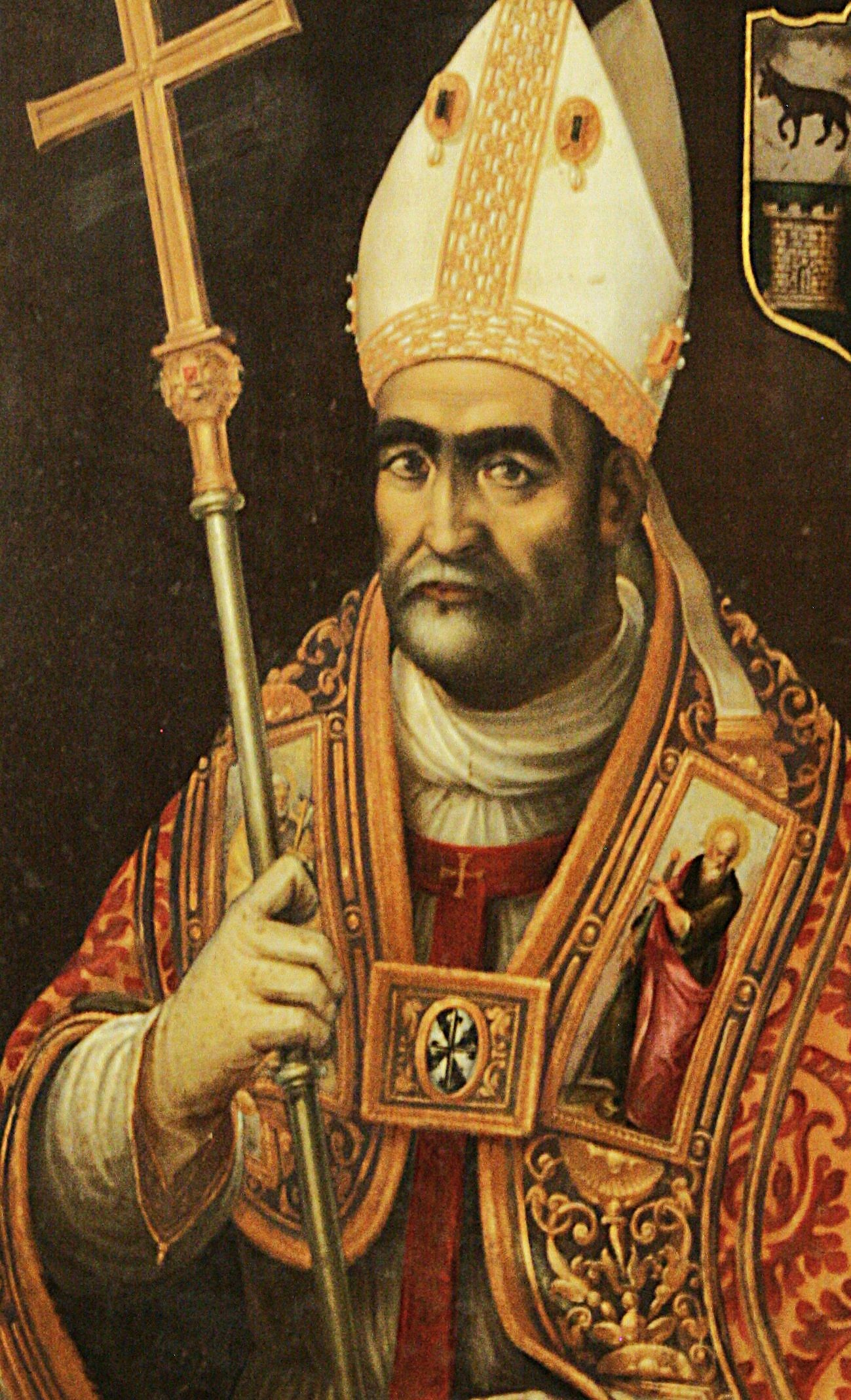
Retrato del arzobispo Bartolomé de Carranza, 1578. Catedral de Toledo, Sala Capitular.

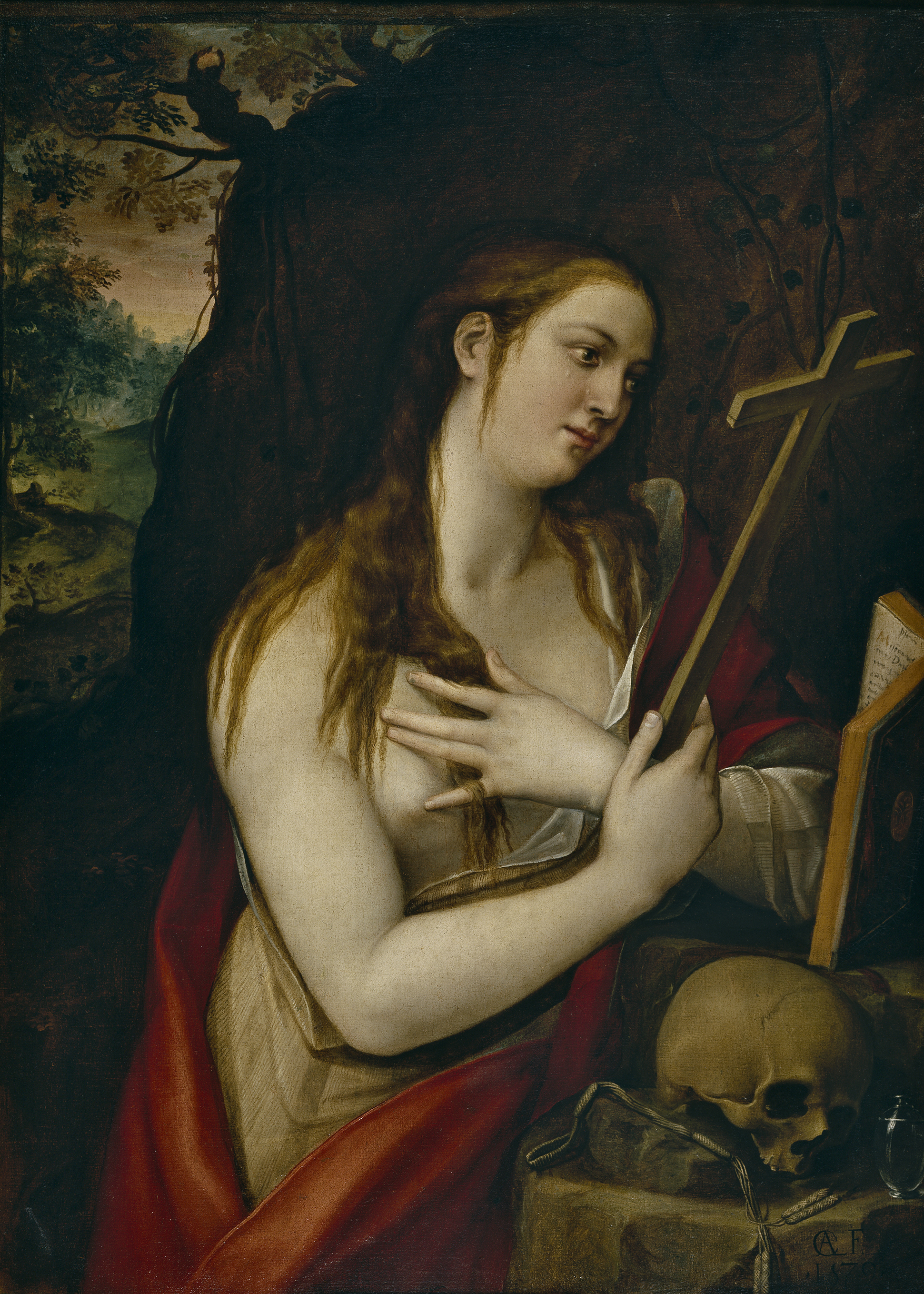
Magdalena penitente, firmado y fechado, 1579, óleo sobre lienzo, 130 x 94 cm, Madrid, Museo del Prado. Procedente del Monasterio de El Escorial, adquirido por los monjes al pintor.

Luis de Carvajal (1556-1607) fue un pintor manierista español.

## Biografía y obra
Nacido en Toledo, se formó con Juan de Villoldo, marchando luego a Roma, donde se le documenta en 1577 como miembro de la Academia de San Lucas. Retornado a Toledo, un año después pintó el retrato del arzobispo Bartolomé de Carranza para la serie de retratos de la sala capitular de su catedral. Por influencia de su hermanastro, el escultor Juan Bautista Monegro, entró a trabajar al servicio de Felipe II en las obras de decoración del Monasterio de El Escorial, donde pintó dos trípticos del claustro de los evangelistas, de raíz manierista italiana en la complejidad de sus composiciones, y diez lienzos de parejas de santos para los altares de la basílica, con elegantes figuras y dibujo preciso, en los que Alfonso E. Pérez Sánchez encuentra algunas «de las más sólidas, realistas, poderosas y emocionantes pinturas de su tiempo». Carvajal dará en estas elegantes pinturas un paso decidido hacia el naturalismo, del que se convierte en uno de los primeros impulsores en la península. Conocedor, también, de la obra de Jacopo Bassano y de Tiziano, que en alguna ocasión copia, se irá desvinculando del manierismo romano para dar entrada en su pintura a los contrastes lumínicos y la pincelada más suelta y jugosa.
Desde 1583 se le encuentra establecido en Madrid con importantes encargos (pinturas para los retablos mayores de las desaparecidas iglesias de San Pablo y San Felipe), sin dejar de atender las demandas que le llegan de Toledo (retablos mayores de la Concepción Francisca en Toledo y de Santa María de Ocaña, entre otros). A la vez participa en las decoraciones efímeras de actos y celebraciones festivas, como los arcos levantados en Madrid en 1599 con ocasión de la entrada de Margarita de Austria, esposa de Felipe III. A su muerte, ocurrida en Madrid en 1607, se encontraba trabajando en las decoraciones al fresco del Palacio del Pardo, remodelado tras el incendio de 1604, donde le corresponde la bóveda de la cámara de la reina con el tema de la Aurora.